# Glenea socia
Glenea socia là một loài bọ cánh cứng trong họ Cerambycidae.